# 얀 니에치스와프 보두앵 드 쿠르트네

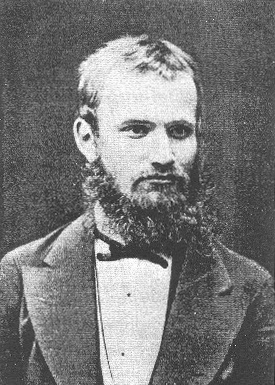
1900년경의 보두앵 드 쿠르트네

얀 니에치스와프 이그나치 보두앵 드 쿠르트네(폴란드어: Jan Niecisław Ignacy Baudouin de Courtenay, 1845년 3월 13일 ~ 1929년 11월 3일)는 언어학자이자 슬라브학자로, 낱소리와 이음에 대한 이론으로 잘 알려져 있다. 러시아 제국과 오스트리아-헝가리 제국의 대학에서 활동했으며, 말년에는 독립한 폴란드의 바르샤바 대학교에 있었다.
그는 바르샤바 근교 라지민(Radzymin)의 프랑스계 폴란드인 가정에서 태어났다. 1862년에 바르샤바 대학교의 전신인 바르샤바 중앙학교(Szkoła Główna Warszawska)에 입학했다. 졸업한 뒤에는 제정 러시아 교육부의 장학금을 받아 프라하, 예나, 베를린의 대학에서 수학했다. 1870년 라이프치히 대학교에서 폴란드어에 관한 연구로 박사 학위를 받았다.
1875년 보두앵 드 쿠르트네이는 카잔 대학교의 교수가 되었으며, 1870년대 중반 그는 카잔 학파를 만들었다. 1883년부터 1893년까지는 유리예프 대학교(지금의 에스토니아 타르투)의 언어학부장을 맡았다. 1898년에는 크라코프의 야기에우워 대학교와 상트페테르부르크에 있었으며, 그 곳에서 이음에 관한 이론을 정리하였다. 1918년 폴란드가 동립한 뒤에는 바르샤바 대학교로 돌아갔다. 1925년에는 다른 학자와 함께 폴란드 언어학회를 설립하였다.